# Pachymelos
Pachymelos är ett släkte av steklar. Pachymelos ingår i familjen brokparasitsteklar.
Kladogram enligt Catalogue of Life:
| Pachymelos | \| \| Pachymelos chinensis \| \| \| \| \| \| Pachymelos orientalis \| \| \| \| \| \| Pachymelos rufithorax \| \| \| \| |
|            | \| \| Pachymelos chinensis \| \| \| \| \| \| Pachymelos orientalis \| \| \| \| \| \| Pachymelos rufithorax \| \| \| \| |
|            | Pachymelos chinensis                                                                                                   |
|            | |
|            | Pachymelos orientalis                                                                                                  |
|            | |
|            | Pachymelos rufithorax                                                                                                  |
|            | |